# 林玲子
林 玲子（はやし れいこ、1930年2月5日 - 2013年8月29日）は、日本の日本経済史学者。流通経済大学名誉教授。日本経済史・女性史専攻。
東京生まれ。1951年東京女子高等師範学校理科物理選修卒、1955年東京大学経済学部卒、1965年同大学院経済学研究科博士課程満期退学、1967年「江戸問屋仲間の研究」で経済学博士の学位を取得。流通経済大学助教授、教授、2001年定年退任、名誉教授。2013年8月29日、肺炎のため死去。83歳没。

## 著書
- 『江戸問屋仲間の研究 幕藩体制下の都市商業資本』御茶の水書房、1967
- 『江戸店犯科帳』吉川弘文館、江戸選書、1982
- 『近世の市場構造と流通』吉川弘文館、2000
- 『江戸・上方の大店と町家女性』吉川弘文館、2001
- 『江戸と上方 人・モノ・カネ・情報』吉川弘文館、歴史文化ライブラリー、2001
- 『江戸店の明け暮れ』吉川弘文館、歴史文化ライブラリー、2003
- 『関東の醤油と織物 18〜19世紀を中心として』吉川弘文館、2003

### 共編著
- 『醤油醸造業史の研究』編、吉川弘文館、1990
- 『日本の近世 第5巻、商人の活動』（編）中央公論社、1992
- 『日本の近世 第15巻、女性の近世』編、中央公論社、1993
- 『新書・江戸時代 5、流通列島の誕生』大石慎三郎共著、講談社現代新書、1995
- 『近世・近代の南山城 綿作から茶業へ』石井寛治共編、東京大学出版会、東京大学産業経済研究叢書、1998
- 『白木屋文書問屋株帳』石井寛治共編、るぼわ書房、1998
- 『東と西の醤油史』天野雅敏共編、吉川弘文館、1999
- 『白木屋文書諸問屋記録』谷本雅之共編、るぼわ書房 、2001
- 『日本の味醤油の歴史』天野雅敏共編、吉川弘文館、歴史文化ライブラリー 2005

## 参考
- 『江戸問屋仲間の研究』著者紹介